# 천마총 환두대도
천마총 환두대도(天馬塚 環頭大刀)는 대한민국 경상북도 경주시의 국립경주박물관에 있는 신라시대의 유물이다. 1978년 12월 7일 대한민국의 보물 제621호로 지정되었다.

## 개요
천마총은 경주 황남동고분 제155호 무덤으로 1973년 발굴하여 금관, 팔찌 등 많은 귀중한 유품들과 함께 천마 그림이 발견되어 천마총이라 부르게 되었다.
천마총 환두대도(天馬塚 環頭大刀)는 칼 중에서 손잡이 끝부분에 둥그런 고리가 붙어있고 그 고리안에 용이나 봉황, 나뭇잎들을 조각하여 그 소장자의 신분이나 지위를 나타내 주는 칼이다.
천마총에서 고리자루큰칼은 칼자루에 손상이 있을 뿐 양호한 상태를 유지하고 있으며, 유골의 왼쪽부분에서 발견되었다. 칼집과 칼자루는 나무로 만들어 그 위에 얇은 금동을 입혔다. 칼자루 끝 둥근 모양 안에 봉황으로 보이는 새의 머리가 붙어있다. 칼집의 표면에는 특별한 장식이 없고, 한쪽에 따로 칼집을 만들어 큰칼과 같은 것을 붙여 놓았다.
칼집 옆에는 구멍이 난 네모형태의 꼭지가 있어 끈을 매어 달았던 것으로 보인다. 칼집 끝은 금판으로 된 작은 돌기가 두 개 달려있다.

## 같이 보기
- 천마총

## 참고 자료
- 천마총 환두대도 - 국가유산청 국가유산포털